# Leonhard Brunner
Leonhard Brunner, auch Fontanus (* um 1500 in Esslingen am Neckar; † 20. Dezember 1558 in Landau in der Pfalz) war ein deutscher lutherischer Theologe, Pädagoge und Reformator.

## Leben und Wirken
Brunner kam Anfang der 1520er Jahre nach Straßburg und wurde ein Schüler Jakob Wimphelings. Auf sich aufmerksam machte er sich durch Herausgabe einer Konkordanz des Neuen Testaments. Er übernahm den kirchlichen Dienst als Diakon an Alt St. Peter in Straßburg, wo er im Sinne der Straßburger Theologie wirkte.
Darauf wurde er 1527 als erster evangelischer Prediger nach Worms vom Rat der Stadt berufen, wo er gegen die Täufer kämpfte und die Reformation in seiner zwanzigjährigen Dienstzeit durchführte. Durch das Augsburger Interim wurde er aus dieser Wirksamkeit 1548 vertrieben. Er flüchtete wiederum nach Straßburg. Hier wandte er sich zunächst dem Schuldienst zu, und aufgrund seiner organisatorischen Begabung berief man ihn als Schaffner des Predigerkollegiums. Als 1550 die Stelle des Diakonus an St. Nikolai frei wurde, übernahm er diese.
1553 zog der von Worms her in der ganzen Pfalz bekannte Prediger nach Landau in der Pfalz, wo er bis zu seinem Tode am 1558 verblieb. In seiner theologischen Richtung gehört er unzweifelhaft zu den Oberländern, wandte sich jedoch in den theologischen Auseinandersetzungen mehr zu den Gnesiolutheranern hin.

## Werke
- Concordantz des newen Testaments, 1524
- Concordantz vnd zeyger aller Biblischen bücher alts vnd news Testaments, 1530
- Billiche antwurt Lienhart Brunners aus heyliger schrifft ... den christl. glauben betr., 1530
- Lienhart Brunners christl. Betrachtung, wie man sich bey den kranken vnd sterbenden halten soll, 1531
- Exempelbuch Marci Antonii Sabellici von wunderlichen Geschichten ..., durch M. L. Brunner neu verdeutscht, 1535
- Catechismus vnd anweisung zum Christlichen glauben, 1543 (nur Bruchstücke davon erhalten)